# Paolo Dell’Antonio
Paolo Dell’Antonio (* 3. November 1963 in Bozen, Italien) ist ein deutscher Wirtschaftsmanager italienischer Abstammung.

## Karriere
Paolo Dell’Antonio absolvierte eine Lehre zum Bankkaufmann. Im Anschluss studierte er Betriebswirtschaft an den Universitäten Hamburg und Perugia mit Diplom-Abschluss. An der Kellogg School of Management in Evanston und der Wissenschaftlichen Hochschule für Unternehmensführung (WHU) in Vallendar erlangte er einen Executive M.B.A. Nach einer weiteren Ausbildung an der Stanford Graduate School of Business folgten erste Positionen als Unternehmensberater bei Bain & Company und danach bei Wolf-Garten, zuletzt als geschäftsführender Gesellschafter.
1999 wurde Paolo Dell’Antonio Mitglied des Vorstandes der Mast-Jägermeister AG, heute Mast-Jägermeister SE, mit Verantwortung für die Bereiche Finanzen (CFO), Produktion, Personal und Verwaltung. Ab 2007 übernahm er zusätzlich die Funktion des Vorstandssprechers (CEO). Ende September 2016 verließ er das Unternehmen nach 17 Jahren.
Im Juni 2017 wurde Paolo Dell’Antonio in den Vorstand der Wilh. Werhahn KG gewählt. Seit Mai 2018 fungiert er als erster nicht aus der Eignerfamilie kommender Vorstandssprecher des Unternehmens. Er löst Anton Werhahn ab, der in den Verwaltungsrat wechselte und dessen Vorsitz übernahm.
Paolo Dell’Antonio war bis Ende 2023 Aufsichtsratsvorsitzender der Werhahn-Tochter Zwilling J. A. Henckels AG. Seit 2017 sitzt er zudem im Aufsichtsrat der CEWE Stiftung & Co. KGaA.